# Onthophagus speculatus
Onthophagus speculatus là một loài bọ cánh cứng trong họ Bọ hung (Scarabaeidae).